# Möhlenwarf
Möhlenwarf ist ein Ortsteil der Stadt Weener im ostfriesischen Rheiderland. Der Ort hat knapp 1800 Einwohner.

## Lage und Gebiet
Möhlenwarf ist eine Reihensiedlung. Sie liegt westnordwestlich von Weener parallel an der Grenze zu Beschotenweg auf leicht erhöht liegenden eiszeitlichen, wasserdurchlässigen Mineralböden (Podsol-Gley-Böden). Das Dorf erstreckt sich auf einer Höhe zwischen 1,2 und 4,1 m über NN.

## Geschichte
Die Besiedelung des Ortes begann im 18. Jahrhundert. Zunächst war der Ort nach Weener eingepfarrt. 1727 wird er in den Kirchenbüchern von Weener erstmals urkundlich erwähnt. Möhlenwarf ist nicht, wie der Ortsname vermuten lässt, auf einer Warf, sondern auf einer Kuppe der Geestinsel zwischen Weener und Bunde errichtet worden. Die Bezeichnung Möhlen- (Ostfriesisches Platt: Mühlen) im Ortsnamen hat das Dorf von einer kleinen Hafergrützmühle, die inmitten der Bauernsiedlung aus fünf Häusern stand. Nach dem Übergang Ostfrieslands an Preußen im Jahre 1744 begann die Urbarmachung der umliegenden Moore. Dies führte zu einem wirtschaftlichen Aufschwung, der sich auch in der steigenden Bevölkerungszahl ausdrückte. Im Jahre 1823 gab es 48 Feuerstellen im Dorf. Zu diesem Zeitpunkt lebten 170 Menschen in Möhlenwarf. 1848 waren es 46 Wohngebäude und 311 Einwohner. Um die Mitte des 19. Jahrhunderts wurde Möhlenwarf durch befestigte Wege an das Straßennetz angeschlossen. Dadurch kamen weitere Einwohner in den Ort. Die Landwirtschaftlich nutzbaren Parzellen wurden so mit der zeit immer kleiner, so dass die Bevölkerung verarmte und so gezwungen war, sich ihren Lebensunterhalt als Arbeiter in den landwirtschaftlichen Betrieben des Rheiderlandes zu verdienen. Erst der Bau der Eisenbahnstrecke Leer-Neuschanz ließ die wirtschaftliche Bedeutung des Ortes, der 1876 eine eigene Bahnstation erhielt, die vor allem für den Fracht- und Güterverkehr genutzt wurde, wieder ansteigen. 1905 wurde die Kirche geweiht. Nach dem Zweiten Weltkrieg nahm die Bedeutung des Schienenverkehrs für den Ort stark ab, so dass 1963 der Bahnhof geschlossen wurde.
Im Zuge der Gemeindegebietsreform wurde das bislang selbständige Dorf 1972 ein Ortsteil von Weener.